# Stine Jensen
Stine Jensen (Hillerød, 13 januari 1972) is een Deens-Nederlandse filosofe en publiciste.

## Leven en werk
Ze werd geboren in Denemarken, maar kwam al voor haar eerste verjaardag samen met haar ouders en tweelingzus Lotte Jensen naar Nederland omdat haar vader daar werk vond. Ze heeft nog altijd de Deense nationaliteit.
Na het Rijnlands Lyceum Oegstgeest studeerde zij  literatuurwetenschappen (met doctoraal cum laude) en filosofie aan de Rijksuniversiteit Groningen. Ze promoveerde in 2002 aan de Universiteit Maastricht op het proefschrift Waarom vrouwen van apen houden, een onderzoek geïnspireerd door het werk van de Amerikaanse wetenschapsfilosoof Donna Haraway. 
Tussen 2002 en 2007 pendelde ze tussen Amsterdam en Istanboel; ze woonde enige tijd in de Turkse metropool om te schrijven aan haar boek Turkse vlinders over interculturele liefdesrelaties. Ook was zij docente aan de Vrije Universiteit. In 2022 werd ze benoemd tot bijzonder hoogleraar Publieksfilosofie aan de Erasmus School of Philosophy (ESPhil) van de Erasmus Universiteit Rotterdam. Haar oratie, getiteld De onderstroom: Over de rol van publieksfilosofie, sprak ze uit op 2 februari 2024.
Jensen schreef meer boeken, vaak vanuit een filosofisch perspectief. Daarnaast schrijft ze columns voor NRC. Ook verschenen bijdragen van haar in tijdschriften als Armada, Biografie Bulletin, en Filosofie Magazine. Voor Human maakte ze sinds 2010 acht series van het programma Dus ik ben, over diverse aspecten van de filosofie. Voor de VPRO en HUMAN maakte ze in 2013 de vierdelige serie Licht op het Noorden, waarin zij het leven in Scandinavië (respectievelijk Denemarken, Zweden, Finland en Noorwegen) onderzocht. Tezelfdertijd verscheen een gelijknamig boek. Haar eerste jeugdroman heet De Verleiding.
Voor haar kinderboekendebuut Lieve Stine, weet jij het? kreeg Jensen in 2015 een Zilveren Griffel. In dit boek legt ze een relatie tussen de vragen die kinderen zichzelf stellen en het werk van grote filosofen.
Stine Jensen beoefent yoga, was vroeger een fel atheïst en noemde zich later een "opgewektere" atheïst.
Zij was deelneemster aan Wie is de Mol? in 2018 en viel af in de zevende aflevering, als zesde. Ook presenteerde ze dat jaar Stine boekt sterren van Human, waarin ze op het strand afwisselend met Tim Hofman, Hans Klok, Claudia de Breij, Abdelkader Benali, Fidan Ekiz en Emilio Guzman sprak over boeken die aansluiten bij hun persoonlijke verhaal.

## Een oefening in helder denken
Op moeilijke momenten is het ingewikkeld om helder te blijven denken. Jensen vertelt, in een podcast van Pieter van der Wielen, te zoeken naar diepere lagen en een heldere uitleg over de kern van het probleem te geven.
Als publieksfilosoof probeert ze de oorzaken van de rel of de ophef te duiden en een onmiddellijk oordeel uit te stellen. Ze hanteert daarvoor een methodiek in drie stappen. In de eerste fase legt ze een vergrootglas op wat er aan de hand is en maakt het zo groot mogelijk om het helder te krijgen. 
Vaak ontbreekt de nodige informatie bij ophef. Wie is hier aan het woord, vraagt zij zich af, wat voor taal gebruikt deze persoon en in welke context. 
Vervolgens bekijkt zij de onderstroom, de diepere laag en vraagt zich af, waar het geschil over gaat. Vaak is het een herhaling van eerdere conflicten en is het van belang, welke waarden er op het spel staan en waarom deze met elkaar botsen. Ten slotte neemt zij de ander (lezer, luisteraar, publiek) mee op het denkpad. Laat de denkstappen zien zodat de ander het oordeel begrijpt.
Jensen pleit voor zachtheid en langer nadenken. In een tijd, waar mensen met een grote mond  de macht hebben, zijn  zachte krachten als vriendelijkheid en openheid belangrijker dan ooit. Een karakteristieke eigenschap van Nederlanders is, dat ze meteen zeggen, wat ze denken. Dat mag, maar houd de relaties met de ander goed. Door je niet voortdurend uit te spreken en alle ruimte in te nemen gun je de ander te zijn, die ze willen zijn.

## Publicaties
- De verlangenmachine. Over vrouwen in de popmuziek (2001), ISBN 9789053339848
- Waarom vrouwen van apen houden. Een liefdesgeschiedenis in cultuur en wetenschap (2002, tevens proefschrift, door Micheline Goche vertaald in het Frans als: Les femmes préfèrent les singes), ISBN 9789035124684
- Aapverhalen (2004), ISBN 9789028420014
- Leugenaars (2006), ISBN 9789056377991
- Voor de dieren (2007)
- Waarom vrouwen van apen houden. De vergeefse mensenliefde voor Bokito en andere apen (2007, heruitgave van haar proefschrift uit 2002)
- REHAB. it was the moment she finally snapped... (2008, met Jelle Bouwhuis), ISBN 9789059730700
- Turkse vlinders. Liefde tussen twee culturen (2008), ISBN 9789044610659
- Dokter Jazz (2009), ISBN 9789041412164
- Dus ik ben (2010, met Rob Wijnberg), ISBN 9789023450313
- Het broekpak van Olivia Newton-John (2011), ISBN 9789026323591
- Ik lieg, dus ik ben (2011), ISBN 9789047703945
- Echte vrienden (2011, essay voor de maand van de filosofie), ISBN 9789047703785
- Licht op het Noorden. Stine Jensen in Scandinavië (2013) ISBN 9789026326196
- Lieve Stine, weet jij het? 20 vragen over het leven (2014, met illustraties van Sverre Fredriksen), ISBN 9789020621075
- Go East (2015), ISBN 9789026329449
- Zussenboek (2016, co-auteur haar tweelingzus Lotte Jensen), ISBN 9789044537369
- Alles wat ik voel. Het grote emotieboek (2017, met illustraties van Marijke Klompmaker), ISBN 9789020622126
- De opvoeders. Wat filosofie de schipperende ouder kan leren (2017, met Frank Meester), ISBN 9789048855483
- Hoe voed ik mijn ouders op? (2019, met Frank Meester, met illustraties van Hugo van Look), ISBN 978-9020618433
- Alles wat was: hoe ga je om met afscheid? (Kluitman, 2020). Illustrator Marijke Klompmaker won een Zilveren Penseel, ISBN 978-90-206-2243-0
- Goddeloos (2024), ISBN 789044657623

## Programma's

### Dus ik ben
| Aflevering                       | Uitzenddatum     | Titel                            | Kijkcijfers | Onderwerp |
| -------------------------------- | ---------------- | -------------------------------- | ----------- | --- |
| Dus ik ben                       |                  |                                  |             | |
| 1                                | 28 december 2010 | Ik ben ijdel, dus ik ben         |             | Filosofe Stine Jensen onderzoekt hoe mensen zichzelf definiëren in de hedendaagse cultuur. Ze zoekt naar de filosofische wortels van onze identiteit en test de houdbaarheid van het gedachtegoed van eeuwenoude filosofen. |
| 2                                | 29 december 2010 | Ik hoor erbij, dus ik ben        |             | Filosofe Stine Jensen onderzoekt hoe mensen zichzelf definiëren in de hedendaagse cultuur. Ze zoekt naar de filosofische wortels van onze identiteit en test de houdbaarheid van het gedachtegoed van eeuwenoude filosofen. |
| 3                                | 30 december 2010 | Ik voel, dus ik ben              |             | Filosofe Stine Jensen onderzoekt hoe mensen zichzelf definiëren in de hedendaagse cultuur. Ze zoekt naar de filosofische wortels van onze identiteit en test de houdbaarheid van het gedachtegoed van eeuwenoude filosofen. |
| 4                                | 31 december 2010 | Ik lijd, dus ik ben              |             | Filosofe Stine Jensen onderzoekt hoe mensen zichzelf definiëren in de hedendaagse cultuur. Ze zoekt naar de filosofische wortels van onze identiteit en test de houdbaarheid van het gedachtegoed van eeuwenoude filosofen. |
| Dus ik ben (seizoen 2)           |                  |                                  |             | |
| 1                                | 1 april 2012     | Ik werk, dus ik ben              |             | Stine Jensen gaat verder in haar zoektocht naar de identiteit van de mens. Wat doet werken, reizen, liefhebben en liegen met ons en onze identiteit? |
| 2                                | 15 april 2012    | Ik reis, dus ik ben              |             | Stine Jensen gaat verder in haar zoektocht naar de identiteit van de mens. Wat doet werken, reizen, liefhebben en liegen met ons en onze identiteit? |
| 3                                | 22 april 2012    | Ik heb lief, dus ik ben          |             | Stine Jensen gaat verder in haar zoektocht naar de identiteit van de mens. Wat doet werken, reizen, liefhebben en liegen met ons en onze identiteit? |
| 4                                | 29 april 2012    | Ik lieg, dus ik ben              |             | Stine Jensen gaat verder in haar zoektocht naar de identiteit van de mens. Wat doet werken, reizen, liefhebben en liegen met ons en onze identiteit? |
| Dus ik ben (seizoen 3)           |                  |                                  |             | |
| 1                                | 29 november 2013 | Ik heb smaak, dus ik ben         |             | Hoe kom ik aan mijn smaak? Wat zegt mijn smaak over wie ik ben? Wie bepaalt wat goede smaak is? |
| 2                                | 6 december 2013  | Ik ben (on)gelukkig, dus ik ben  |             | Wat is geluk? Bestaat er een recept voor geluk? Of is geluk slechts het uitblijven van ontevredenheid? |
| 3                                | 13 december 2013 | Ik deug, dus ik ben              |             | Hoe weet je of je deugt? Is geld de grootste vijand van deugen? Mag een leugentje om bestwil? |
| 4                                | 20 december 2013 | Ik speel, dus ik ben             |             | Wat is de betekenis van spelen in ons leven? Spelen wij ons hele leven een rol? Is er leven zonder spel? |
| Human G8, dus ik ben (seizoen 4) |                  |                                  |             | |
| 1                                | 14 april 2014    | Michael J. Sandel                |             | In aanloop naar de 'G8 voor de filosofen' gaan Stine Jensen en René Gude op zoek naar antwoorden op prangende levensvragen, aan de hand van colleges van bekende filosofen en andere sprekers. |
| 2                                | 21 april 2014    | Damon Young                      |             | In aanloop naar de 'G8 voor de filosofen' gaan Stine Jensen en René Gude op zoek naar antwoorden op prangende levensvragen, aan de hand van colleges van bekende filosofen en andere sprekers. |
| 3                                | 28 april 2014    | Benjamin Barber                  |             | In aanloop naar de 'G8 voor de filosofen' gaan Stine Jensen en René Gude op zoek naar antwoorden op prangende levensvragen, aan de hand van colleges van bekende filosofen en andere sprekers. |
| 4                                | 5 mei 2014       | Markus Gabriel                   |             | In aanloop naar de 'G8 voor de filosofen' gaan Stine Jensen en René Gude op zoek naar antwoorden op prangende levensvragen, aan de hand van colleges van bekende filosofen en andere sprekers. |
| 5                                | 12 mei 2014      | Aziz Al-azmeh                    |             | In aanloop naar de 'G8 voor de filosofen' gaan Stine Jensen en René Gude op zoek naar antwoorden op prangende levensvragen, aan de hand van colleges van bekende filosofen en andere sprekers. |
| Dus ik ben (seizoen 5)           |                  |                                  |             | |
| 1                                | 11 januari 2015  | Ik & mijn gedachten              |             | Wat blijft er van mij over zonder mijn gedachten? Bén ik mijn denken? |
| 2                                | 18 januari 2015  | Ik & mijn conflicten             |             | In hoeverre vormen vijandbeelden onze identiteit? Kunnen en moeten alle conflicten de wereld uit? |
| 3                                | 25 januari 2015  | Ik & mijn geld                   |             | Moet je geld uitgeven of sparen? Wat is de waarde van geld en hoeveel is het je waard? |
| 4                                | 1 februari 2015  | Ik & mijn zelf                   |             | Wat is 'het zelf'? Waar kun je dit vinden? |
| Dus ik ben (seizoen 6)           |                  |                                  |             | |
| 1                                | 12 juni 2016     | Dus ik ben... woedend            |             | Wat maakt wie we zijn? Stine reist naar plekken die een belangrijke rol spelen in haar leven. Ze bespreekt haar woede-uitbarstingen als kind, de opvoeding van haar dochter in hun eerste koophuis en de overvolle agenda. Wat valt hier aan te doen en waar voel je je thuis? |
| 2                                | 19 juni 2016     | Dus ik ben... een goede opvoeder |             | Wat maakt wie we zijn? Stine reist naar plekken die een belangrijke rol spelen in haar leven. Ze bespreekt haar woede-uitbarstingen als kind, de opvoeding van haar dochter in hun eerste koophuis en de overvolle agenda. Wat valt hier aan te doen en waar voel je je thuis? |
| 3                                | 26 juni 2016     | Dus ik ben... thuis              |             | Wat maakt wie we zijn? Stine reist naar plekken die een belangrijke rol spelen in haar leven. Ze bespreekt haar woede-uitbarstingen als kind, de opvoeding van haar dochter in hun eerste koophuis en de overvolle agenda. Wat valt hier aan te doen en waar voel je je thuis? |
| 4                                | 3 juli 2016      | Dus ik ben... mijn agenda        | 215.000     | Wat maakt wie we zijn? Stine reist naar plekken die een belangrijke rol spelen in haar leven. Ze bespreekt haar woede-uitbarstingen als kind, de opvoeding van haar dochter in hun eerste koophuis en de overvolle agenda. Wat valt hier aan te doen en waar voel je je thuis? |
| Dus ik ben... er nog (seizoen 7) |                  |                                  |             | |
| 1                                | 3 december 2017  | Carpe diem                       |             | In 2016 wordt Stine Jensen samen met haar dochter aangereden door een auto. Het ongeluk dwingt haar om na te denken over de vraag of ze iets wil veranderen aan haar leven en of dat überhaupt mogelijk is. Thema's als keuzeangst, spijt en daaraan gekoppelde levensvragen worden behandeld. |
| 2                                | 10 december 2017 | Spijt                            |             | In 2016 wordt Stine Jensen samen met haar dochter aangereden door een auto. Het ongeluk dwingt haar om na te denken over de vraag of ze iets wil veranderen aan haar leven en of dat überhaupt mogelijk is. Thema's als keuzeangst, spijt en daaraan gekoppelde levensvragen worden behandeld. |
| 3                                | 17 december 2017 | Samen                            |             | In 2016 wordt Stine Jensen samen met haar dochter aangereden door een auto. Het ongeluk dwingt haar om na te denken over de vraag of ze iets wil veranderen aan haar leven en of dat überhaupt mogelijk is. Thema's als keuzeangst, spijt en daaraan gekoppelde levensvragen worden behandeld. |
| 4                                | 24 december 2017 | Kies-pijn                        |             | In 2016 wordt Stine Jensen samen met haar dochter aangereden door een auto. Het ongeluk dwingt haar om na te denken over de vraag of ze iets wil veranderen aan haar leven en of dat überhaupt mogelijk is. Thema's als keuzeangst, spijt en daaraan gekoppelde levensvragen worden behandeld. |
| YES ik ben! (seizoen 8)          |                  |                                  |             | |
| 1                                | 9 juni 2019      | De beste versie van jezelf       | 81.000      | Stine Jensen gaat op zoek naar de kracht en keerzijde van positief denken. Ze reist naar de Verenigde Staten, waar iedereen dankzij 'The American Dream' een nieuwe kans kan krijgen. Later bezoekt ze Noorwegen, waar juist een kritische levenshouding en depressiecultuur heerst. Ook onderzoekt Stine waarom ze vroeger altijd van haar tweelingzus Lotte Jensen verloor. Komt dit door een andere mindset? |
| 2                                | 16 juni 2019     | De kracht van het woord          | 88.000      | Stine Jensen gaat op zoek naar de kracht en keerzijde van positief denken. Ze reist naar de Verenigde Staten, waar iedereen dankzij 'The American Dream' een nieuwe kans kan krijgen. Later bezoekt ze Noorwegen, waar juist een kritische levenshouding en depressiecultuur heerst. Ook onderzoekt Stine waarom ze vroeger altijd van haar tweelingzus Lotte Jensen verloor. Komt dit door een andere mindset? |
| 3                                | 23 juni 2019     | Het placebo-effect               | 100.000     | Stine Jensen gaat op zoek naar de kracht en keerzijde van positief denken. Ze reist naar de Verenigde Staten, waar iedereen dankzij 'The American Dream' een nieuwe kans kan krijgen. Later bezoekt ze Noorwegen, waar juist een kritische levenshouding en depressiecultuur heerst. Ook onderzoekt Stine waarom ze vroeger altijd van haar tweelingzus Lotte Jensen verloor. Komt dit door een andere mindset? |
| 4                                | 30 juni 2019     | De kunst van het somberen        | 65.000      | Stine Jensen gaat op zoek naar de kracht en keerzijde van positief denken. Ze reist naar de Verenigde Staten, waar iedereen dankzij 'The American Dream' een nieuwe kans kan krijgen. Later bezoekt ze Noorwegen, waar juist een kritische levenshouding en depressiecultuur heerst. Ook onderzoekt Stine waarom ze vroeger altijd van haar tweelingzus Lotte Jensen verloor. Komt dit door een andere mindset? |
| Dus ik volg (seizoen 9)          |                  |                                  |             | |
| 1                                | 7 juni 2020      | De geboorte van de volger        | 136.000     | Stine Jensen onderzoekt 'volgers' en wie mensen 'volgen'. Wat is de kracht en de keerzijde van volgen? Waarom sluit je je aan bij een groep en hoe ver ga je om bij de groep te blijven? Ben je nog een individu in een groep en moet individualiteit beschermd worden? |
| 2                                | 14 juni 2020     | Wij-zij                          | 90.000      | Stine Jensen onderzoekt 'volgers' en wie mensen 'volgen'. Wat is de kracht en de keerzijde van volgen? Waarom sluit je je aan bij een groep en hoe ver ga je om bij de groep te blijven? Ben je nog een individu in een groep en moet individualiteit beschermd worden? |
| 3                                | 21 juni 2020     | De kracht van de groep           | 63.000      | Stine Jensen onderzoekt 'volgers' en wie mensen 'volgen'. Wat is de kracht en de keerzijde van volgen? Waarom sluit je je aan bij een groep en hoe ver ga je om bij de groep te blijven? Ben je nog een individu in een groep en moet individualiteit beschermd worden? |
| 4                                | 28 juni 2020     | Afscheid van de volger           | 82.000      | Stine Jensen onderzoekt 'volgers' en wie mensen 'volgen'. Wat is de kracht en de keerzijde van volgen? Waarom sluit je je aan bij een groep en hoe ver ga je om bij de groep te blijven? Ben je nog een individu in een groep en moet individualiteit beschermd worden? |

### Dus ik ben jr.
| Seizoen | Afl. | Uitzenddatum                        | Onderwerpen |
| ------- | ---- | ----------------------------------- | --- |
| 1       | 6    | 11 november 2012 - 16 december 2012 | Dus ik ben (niet) mezelf; Dus ik ben mijn hart/hoofd; Dus ik ben (g)een egoïst; Dus ik ben een mens/robot; Dus ik ben (g)een leugenaar; Dus ik ben een goed/slecht mens                                                                                                 |
| 2       | 8    | 10 november 2013 - 19 januari 2014  | Dus ik ben wel/niet de baas over mijn eigen leven; Dus ik ben wel/niet populair; Dus ik ben online; Dus ik ben (g)een Nederlander; Dus ik ben (g)een twijfelaar; Dus ik ben een kunstkenner; Dus ik ben mijn innerlijk/uiterlijk; Dus ik ben wel/niet bang voor de dood |
| 3       | 8    | 9 november 2014 - 8 februari 2015   | Dus ik ben een jongen/meisje; Dus ik ben wel/geen natuur; Dus ik ben een spelende mens; Dus ik ben nou eenmaal zo; Dus ik ben mijn spullen; Dus ik ben arm/rijk; Dus ik ben bang; Dus ik ben er (niet) echt                                                             |

### Licht op het noorden
| Aflevering | Uitzenddatum     | Titel                      | Kijkcijfers | Onderwerp |
| ---------- | ---------------- | -------------------------- | ----------- | --- |
| 1          | 20 oktober 2013  | Stine Jensen in Noorwegen  |             | Stine Jensen peilt de Noorse, Finse, Zweedse en Deense ziel. Ze merkt dat, zodra ze het haar bekende Noordse leven bekijkt, alles relatief is. Ondanks dat de landen hoog scoren op positiviteit, zijn er ook veel problemen. |
| 2          | 27 oktober 2013  | Stine Jensen in Finland    |             | Stine Jensen peilt de Noorse, Finse, Zweedse en Deense ziel. Ze merkt dat, zodra ze het haar bekende Noordse leven bekijkt, alles relatief is. Ondanks dat de landen hoog scoren op positiviteit, zijn er ook veel problemen. |
| 3          | 3 november 2013  | Stine Jensen in Zweden     |             | Stine Jensen peilt de Noorse, Finse, Zweedse en Deense ziel. Ze merkt dat, zodra ze het haar bekende Noordse leven bekijkt, alles relatief is. Ondanks dat de landen hoog scoren op positiviteit, zijn er ook veel problemen. |
| 4          | 10 november 2013 | Stine Jensen in Denemarken |             | Stine Jensen peilt de Noorse, Finse, Zweedse en Deense ziel. Ze merkt dat, zodra ze het haar bekende Noordse leven bekijkt, alles relatief is. Ondanks dat de landen hoog scoren op positiviteit, zijn er ook veel problemen. |

### Stine boekt sterren
| Aflevering | Uitzenddatum      | Gast              | Kijkcijfers | Onderwerp                     | Boek                                      |
| ---------- | ----------------- | ----------------- | ----------- | ----------------------------- | ----------------------------------------- |
| Seizoen 1  |                   |                   |             |                               |                                           |
| 1          | 8 september 2018  | Tim Hofman        | 101.000     | Zwaar ongeluk overleven       | 'Carpe Diem' (Roman Krznaric)             |
| 2          | 15 september 2018 | Hans Klok         | 59.000      | Falen en opnieuw beginnen     | 'Peachez' (Ilja Leonard Pfeiffer)         |
| 3          | 22 september 2018 | Claudia de Breij  | 120.000     | Levenslust en levensbesef     | 'Ik ben ik ben ik ben' (Maggie O'Farrell) |
| 4          | 29 september 2018 | Abdelkader Benali |             | Nooit stilzitten en meditatie | 'Leer ons stil te zitten' (Tim Parks)     |
| 5          | 6 oktober 2018    | Fidan Ekiz        | 40.000      | Moeder en gescheiden          | 'Het huwelijkspact' (Michelle Richmond)   |
| 6          | 13 oktober 2018   | Emilio Guzman     |             | Mannelijkheid                 | 'Waar is mijn speer' (Tim Samuels)        |

- Bibliothèque nationale de France: cb15067757p (data)
- Digitale Bibliotheek voor de Nederlandse Letteren: jens007
- Gemeinsame Normdatei: 17368873X
- International Standard Name Identifier: 0000 0000 3410 7798
- Library of Congress Control Number: n2001105477
- Nederlandse Thesaurus van Auteursnamen: 163950830
- Système universitaire de documentation: 096423129
- Virtual International Authority File: 63359291
- WorldCat: E39PBJmtCQtB78PfFWjqjBgxjC